# Stimulantia (film)
Stimulantia är en svensk episodfilm från 1967. Filmen har åtta episoder regisserade av olika regissörer. Den premiärvisades 28 mars 1967 på biografen Spegeln i Stockholm. Filmfotografer var bland annat Gunnar Fischer och Rune Ericson.

## Om filmen

### Bakgrund
Filmen kom till efter att SF bad nio regissör göra en varsin kortfilm med "stimulans" som tema.

### Inspelning
Filmerna spelades in mellan 1964 och 1965.

### Förlaga
I Stimulantia ingår kortfilmen Dygdens belöning av Hasse och Tage som är baserad på novellen La femme vertueuse av Honoré de Balzac.

## Episoder och medverkande
Upptäckten:
- Hans Abramson - presentatören
- Charles Chaplin
- Oona Chaplin
- Victoria Chaplin
- Josephine Chaplin
- Jan Olof Olsson
- Lasse Bergström

Det var en gång två älskande...:
- Jörn Donner	- presentatören
- Harriet Andersson - hon
- Sven-Bertil Taube - han

Konfrontationer:
- Lars Görling - presentatören
- Alan Blair - engelsmannen
- Tom Younger - amerikanen

Daniel:
- Ingmar Bergman - presentatören
- Käbi Laretei
- Daniel Bergman
- Alma Laretei

Birgit Nilsson:
- Arne Arnbom - presentatören
- Birgit Nilsson
- Stig Westerberg
- Radioorkestern

Dygdens belöning:
- Hans Alfredson - presentatör/advokat Jacob Landelius
- Tage Danielsson - presentatör/en man på gatan
- Lena Granhagen - Sofi Lundblad, tvätterska

Smycket:
- Ingrid Bergman - Mathilde Hartman
- Gunnar Björnstrand - Paul Hartman, hennes man
- Gunnel Broström - Jeanette Ribbing
- Hans Olivecrona - Jeanette son

Negressen i skåpet:
- Vilgot Sjöman - Vilgot Sjöman
- Inga Landgré - fru Margareta Svensk
- Lars Ekborg - herr Svensk
- Glenna Forster-Jones - negressen i skåpet[6]

## DVD
Filmen gavs ut på DVD 2019.